# Turčiansky Peter
Turčiansky Peter és un poble i municipi d'Eslovàquia que es troba a la regió de Žilina, al centre-nord del país. El 2023 tenia 570 habitants.

## Demografia
| Godina             | 1994 | 2004    | 2014    | 2024    |
| ------------------ | ---- | ------- | ------- | ------- |
| Nombre de persones | 237  | 319     | 452     | 587     |
| Diferència         |      | +34,59% | +41,69% | +29,86% |

| Godina             | 2023 | 2024   |
| ------------------ | ---- | ------ |
| Nombre de persones | 570  | 587    |
| Diferència         |      | +2,98% |